# Acroechinoidea
De Acroechinoidea zijn een infraklasse van zee-egels (Echinoidea) binnen de onderklasse Euechinoidea.

## Onderverdeling
- Orde Aspidodiadematoida
- Orde Diadematoida
- Orde Micropygoida
- Orde Pedinoida

Acroechinoidea incertae sedis
- Familie Pelanechinidae Groom, 1887 †